# بوب تشارلز (سياسي)
بوب تشارلز (بالإنجليزية: Bob Charles)‏ هو سياسي أسترالي وأمريكي، ولد في 24 يوليو 1936 في كوفينغتون في الولايات المتحدة، وتوفي في 17 أبريل 2016. حزبياً، نشط في الحزب الليبرالي الأسترالي. وقد انتخب عضو مجلس النواب الأسترالي عن دائرة Division of La Trobe ‏ (24 مارس 1990 – 31 أغسطس 2004).